# 'A storia mia ('O scippo)
 'A storia mia ('O scippo) è il primo album in studio del cantante italiano Nino D'Angelo, pubblicato il 15 settembre 1976.

## Tracce
1. 'A storia mia
2. Patrizia
3. Sciauratella
4. 'O primogenito
5. 'O 'ngannacore
6. Madonna d'a notte
7. Maestra 'e pianoforte
8. Je songo 'o tribunale
9. Credo
10. L'urdema carità
11. 'O smaniusiello
12. 31 maggio